# Macrophyllum macrophyllum
Macrophyllum macrophyllum là một loài động vật có vú trong họ Dơi mũi lá, bộ Dơi. Loài này được Schinz mô tả năm 1821.